# ایکدا موچی‌ماسا

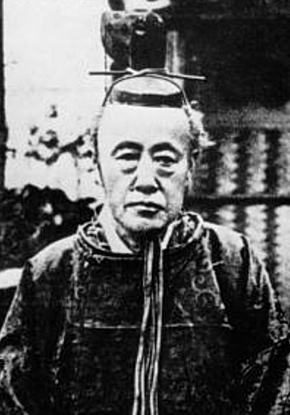
تصویر ایکدا موچی‌ماسا

ایکدا موچی‌ماسا (به ژاپنی: 池田 茂政 いけだ もちまさ)، ارباب فئودالی در اواخر دوره ادو و عضوی از اشراف در اوایل دوره میجی. او نهمین ارباب قلمرو اوکایاما در ولایت بیزن و یازدهمین رهبر خاندان ایکدا در اوکایاما بود.
توکوگاوا یوشینوبو، که پانزدهمین شوگون شد، برادر تنی او بود و ایکدا موچی‌ماسا، ارباب ایکدا یوشینوری، برادر ناتنی او بود.
پس از حادثه کینمون، نگرش شیگه‌ماسا نسبت به قلمرو چوشو تغییر کرد و او از ارائه خدمات خود امتناع ورزید. در طول اولین لشکرکشی چوشو، شیگه‌ماسا بر رفتار ملایم با قبیله چوشو اصرار داشت، اما برای رعایت دستور امپراتوری، او به‌طور اسمی به منطقه ایچینومیا سفر کرد و تنها خدمتکار ارشد خود، ایکدا دوا، را به هیروشیما فرستاد. در طول دومین لشکرکشی چوشو، بسیاری از خدمتکاران او با اعزام نیرو مخالف بودند و شیگه‌ماسا نیز بی‌تفاوت بود. در نهایت، او با اکراه از ترس متهم شدن به سرپیچی از دستور امپراتوری، نیرو به ولایت بینگو فرستاد.